# El fin del envejecimiento
El fin del envejecimiento: los avances que podrían revertir el envejecimiento humano durante nuestra vida (en su inglés original: Ending Aging: The Rejuvenation Breakthroughs that Could Reverse Human Aging in Our Lifetime) es un libro publicado en 2007 por Aubrey de Grey y Michael Rae.

## Tesis
La tesis del libro es que la biogerontología tradicional abordaba incorrectamente el envejecimiento porque se centraba en la manipulación del metabolismo. Según de Grey esta estrategia es errónea porque el metabolismo es un sistema enormemente complejo y su manipulación extremadamente peligrosa.
De Grey propone no intervenir sobre el metabolismo, sino reparar los daños que este genera y a los que llamamos envejecimiento. Según de Grey estos daños se reducen a siete tipologías, y para cada uno de estos siete tipos de daños sería posible desarrollar terapias que los reparen. Así, el futuro de la humanidad sería un futuro en el que seguiríamos envejeciendo como hasta ahora, pero en el que cada cierto tiempo nos someteríamos a terapias que repararan los daños causados por el envejecimiento de manera que pudiéramos conservar nuestra juventud indefinidamente.

## Daños y terapias[1]
| Daños                                                   | Podría repararse o vuelto inocuo mediante                                   | Cap. |
| ------------------------------------------------------- | --------------------------------------------------------------------------- | ---- |
| Perdida celular, atrofia celular                        | Principalmente terapia celular                                              | 11   |
| Desperdicios en el exterior de las células              | Fagocitosis mediante estimulación inmunológica                              | 8    |
| Entrecruzamientos en exterior de las células            | Moléculas/enzimas destructoras de PGA                                       | 9    |
| Células resistentes a la muerte                         | Genes suicidas, estimulación inmunológica                                   | 10   |
| Mutaciones mitocondriales                               | Expresión alotópica de 13 proteínas                                         | 5, 6 |
| Desperdicios en interior de las células                 | Enzimas microbiales transgénicas                                            | 7    |
| [Epi]mutaciones nucleares (solo el cáncer es relevante) | Telomerasa/deleción de genes ALT más repoblación periódica de células madre | 12   |

## Edición
El Fin del Envejecimiento. Los avances que podrían revertir el envejecimiento humano durante nuestra vida; Autores: Dr. Aubrey de Grey & Michael Rae (Lola Books, Berlín 2013, ISBN 9783944203027).